# Znamenskoe (Lev-Tolstovskij rajon)
Znamenskoe (in russo  Знаменское?) è un villaggio della Russia europea, situato nel Lev-Tolstovskij rajon dell'oblast' di Lipeck.